# Listă de conducători de stat din 1891
1887 - 1888 - 1889 - 1890 - 1891 - 1892 - 1893 - 1894 - 1895
Aceasta este o listă a conducătorilor de stat din anul 1891:

## Europa
- Anglia: Victoria (regină din dinastia de Hanovra, 1837-1901)
- Austria: Francisc Iosif (împărat din dinastia de Habsburg-Lorena, 1848-1916; totodată, rege al Cehiei, 1848-1916; totodată, rege al Ungariei, 1848/1867-1916)
- Bavaria: Otto (Wilhelm Luitpold Adalbert Waldemar) (rege din dinastia de Wittelsbach, 1886-1913)
- Belgia: Leopold al II-lea (rege din dinastia Saxa-Coburg, 1865-1909)
- Bulgaria: Ferdinand I (cneaz din dinastia de Saxa-Coburg-Gotha, 1887-1918; țar, din 1908)
- Cehia: Francisc Iosif (rege din dinastia de Habsburg-Lorena, 1848-1916; totodată, împărat al Austriei, 1848-1916; totodată, rege al Ungariei, 1848/1867-1916)
- Danemarca: Christian al IX-lea (rege din dinastia de Glucksburg, 1863-1906)
- Elveția: Emil Welti (președinte, 1869, 1872, 1876, 1880, 1884, 1891)
- Franța: Marie Francois Sadi Carnot (președinte, 1887-1894)
- Germania: Wilhelm al II-lea (împărat din dinastia de Hohenzollern, 1888-1918)
- Grecia: George I (rege din dinastia Glucksburg, 1863-1913)
- Imperiul otoman: Abdul-Hamid al II-lea (sultan din dinastia Osmană, 1876-1909)
- Italia: Umberto I (rege din dinastia de Savoia, 1878-1900)
- Liechtenstein: Johannes al II-lea cel Bun (principe, 1858-1929)
- Luxemburg: Adolf (mare duce din dinastia de Nassau, 1890-1905)
- Monaco: Albert (principe, 1889-1922)
- Muntenegru: Nicolae (principe din dinastia Petrovic-Njegos, 1860-1918; rege, din 1910)
- Olanda: Wilhelmina (regină din dinastia de Orania-Nassau, 1890-1948)
- Portugalia: Carlos I (rege din dinastia de Braganca-Saxa-Coburg-Gotha-Kohary, 1889-1908)
- România: Carol I (domnitor din dinastia Hohenzollern-Sigmaringen, 1866-1914; rege, din 1881)
- Rusia: Alexandru al III-lea Aleksandrovici (împărat din dinastia Romanov-Holstein-Gottorp, 1881-1894)
- Saxonia: Albert Frederic August (Anton Ferdinand Josef Karl Marie Baptist Nepomuk Wilhelm Xaver Georg Fidelis) (rege din dinastia de Wettin, 1873-1902)
- Serbia: Alexandru I (rege din dinastia Obrenovic, 1889-1903)
- Spania: Alfonso al XIII-lea (rege din dinastia de Bourbon, 1886-1931)
- Statul papal: Leon al XIII-lea (papă, 1878-1903)
- Suedia: Oskar al II-lea (rege din dinastia Bernadotte, 1872-1907)
- Ungaria: Francisc Iosif (rege din dinastia de Habsburg-Lorena, 1848/1867-1916; totodată, împărat al Austriei, 1848-1916; totodată, rege al Cehiei, 1848-1916)

## Africa
- Așanti: Kwaku Dua al III-lea (sau Prempeh I) (așantehene, 1888-1900, 1924-1931)
- Bagirmi: Abd ar-Rahman al III-lea Gauranga al II-lea (mbang, 1871-1918)
- Barotse: Lubosi (Lewanika) (litunga, 1878-1884, 1885-1916)
- Benin: Ovonramwen (sau Overami) (obba, 1888-1897/1914)
- Buganda: Danieri Mwanga al II-lea (kabaka, 1884-1888, 1889-1897)
- Bunyoro: Chwa al II-lea (Kabarega) (mukama din dinastia Bito, 1869-1899)
- Burundi: Mwezi al IV-lea Gisaabo (mwami din a patra dinastie, 1852-1908)
- Dahomey: Behanzin (Kondo) (rege, 1889-1892/1894)
- Egipt: Muhammad Tevfik (vicerege, 1870-1892)
- Ethiopia: Menelik al II-lea (împărat, 1889-1913)
- Imerina: Ranavalona a III-a (regină, 1883-1896)
- Imperiul otoman: Abdul-Hamid al II-lea (sultan din dinastia Osmană, 1876-1909)
- Kanem-Bornu: Hașim ibn Umar (șeic din dinastia Kanembu, 1885-1893)
- Lesotho: Letsie (rege, 1870-1891) și Lerotholi (rege, 1891-1905)
- Liberia: Hilary Richard Wright Johnson (președinte, 1884-1892)
- Lunda: Mușiri (uzurpator, 1887-1898)
- Maroc: Moulay Hassan I ibn Mohammed (sultan din dinastia Alaouită, 1873-1894)
- Munhumutapa: Chioko (rege din dinastia Munhumutapa, 1887-1917)
- Oyo: Adeyemi I (rege, 1876-1905)
- Rwanda: Kigeri al IV-lea Rwaabugiri (rege, cca. 1865-1895)
- Swaziland: Bhunu (Ngwane al IV-lea) (rege din clanul Ngwane, 1889-1899)
- Tunisia: Ali al III-lea ibn Hussein Muddat (bey din dinastia Husseinizilor, 1882-1902)
- Wadai: Iusuf (sultan, 1874-1898)
- Zanzibar: Ali ibn Said (sultan din dinastia Bu Said, 1890-1893)

## Asia

### Orientul Apropiat
- Afghanistan: Abd ar-Rahman Khan (suveran din dinastia Barakzay, 1880-1901)
- Arabia Saudită: Abd ar-Rahman ibn Faisal (imam, 1889-1891) și Muhammad ibn Faisal (imam, 1891-1892)
- Bahrain: Isa I ibn Ali (emir din dinastia al-Khalifah, 1869-1923)
- Iran: Nasir ad-Din (șah din dinastia Kajarilor, 1848-1896)
- Imperiul otoman: Abdul-Hamid al II-lea (sultan din dinastia Osmană, 1876-1909)
- Kuwait: Abdullah al II-lea ibn Sabbah (emir din dinastia as-Sabbah, 1866-1892)
- Oman: Faișal ibn Turki (emir din dinastia Bu Said, 1888-1913)
- Qatar: Ahmad I ibn Muhammad (emir din dinastia at-Thani, 1876-1905)
- Yemen, statul Sanaa: al-Mansur bi-l-lah Muhammad ibn Yahya Hamid ad-Din (imam, 1890-1904)

### Orientul Îndepărtat
- Atjeh: Muhammad Daud Șah (sultan, 1874-1903)
- Brunei: Hașim Jalil al-Alam Akam ad-Din (sultan, 1885-1906)
- Cambodgea: Preah Ang Reachea Vodey Preah Norodom Borommo Ream Teneavottana (rege, 1860-1904)
- China: Dezong (Zaitian) (împărat din dinastia manciuriană Qing, 1875-1908)
- Coreea, statul Choson: Kojong (Yi Hyong) (rege din dinastia Yi, 1864-1907; împărat, din 1897)
- India: Henry Charles Keith Petty-Fitzmaurice (guvernator general, 1888-1893)
- Japonia: Meiji (împărat, 1868-1912)
- Laos, statul Champassak: Chao Kham Suk (Yutti Thammathone al II-lea) (1863-1893/1900)
- Laosul superior: Kham Suk (Zakarine) (rege, 1888-1904)
- Maldive: Nur ad-Din Ibrahim (sultan, 1882-1886, 1888-1892)
- Mataram (Jogjakarta): Abd ar-Rahman Amangkubowono al VII-lea (Angabehi) (sultan, 1877-1921)
- Mataram (Surakarta): Pakubuwono al IX-lea (Bangun Kadaton) (sultan, 1861-1893)
- Nepal, statul Gurkha: Prithvi Bir Bikram Șamșir Jang Bahadur Șah (rege, 1881-1911)
- Rusia: Alexandru al III-lea Aleksandrovici (împărat din dinastia Romanov-Holstein-Gottorp, 1881-1894)
- Thailanda, statul Ayutthaya: Pra Chulachomklao (Chulalongkorn, Rama al V-lea) (rege din dinastia Chakri, 1868-1910)
- Tibet: nGag-dbang bLo-bzang Thub-ldan rgya-mtsho (dalai lama, 1876-1933)
- Tibet: Panchen Tup-den Ch'os-kyi Nyi-ma dGe-legs rNam-rgyal (Choskyi Nyima Geleg Namgyal) (panchen lama, 1883-1937)
- Vietnam, statul Annam: Thanh Thai (Nguyen Buu-Lan) (împărat din dinastia Nguyen, 1889-1907)

## America
- Argentina: Carlos Enrique Pellegrini (1890-1892)
- Bolivia: Aniceto Arce (președinte, 1888-1892)
- Brazilia: Manuel Deodoro da Fonseca (președinte, 1889-1891) și Floriano Peixoto (președinte, 1891-1894)
- Canada: Frederick Arthur (guvernator general, 1888-1893)
- Chile: Jose Manuel Balmaceda (președinte, 1886-1891) și Jorge Montt y Montt (președinte, 1891-1896)
- Columbia: Carlos Holguin (președinte, 1888-1892)
- Costa Rica: Jose Joaquin Rodriguez Zeledon (președinte, 1890-1894)
- Republica Dominicană: Ulises Heureux (președinte, 1882-1884, 1887-1899)
- Ecuador: Antonio Flores Jijon (președinte, 1888-1892)
- El Salvador: Carlos Ezeta (președinte, 1890-1894)
- Guatemala: Manuel Lisandro Barillas (președinte, 1885-1892)
- Haiti: Louis Mondastin Florvil Hippolyte (președinte, 1889-1896)
- Honduras: Luis Bogran (președinte, 1883-1885, 1885-1886, 1886-1891) și Ponciano Leiva (președinte, 1873-1875, 1876, 1885, 1886, 1891-1893)
- Mexic: Porfirio Diaz (președinte, 1876-1880, 1884-1911)
- Nicaragua: Roberto Sacasa (președinte, 1889-1893)
- Paraguay: Juan Gualberto Gonzalez (președinte, 1890-1894)
- Peru: Remigio Morales Bermudez (președinte, 1890-1894)
- Statele Unite ale Americii: Benjamin Harrison (președinte, 1889-1893)
- Uruguay: Julio Herrera y Obes (președinte, 1890-1894)
- Venezuela: Raimundo Andueza Palacio (președinte, 1890-1892)

## Oceania
- Hawaii: Kalakaua (David) (rege, 1874-1891) și Liliuokalani (Lydia) (regină, 1891-1893)
- Noua Zeelandă: William Hillier (guvernator, 1889-1892)
- Tonga: George Tupou I (rege, 1845-1893)